# O Beijo (livro de memórias)
O Beijo (em inglês: The Kiss) é um livro de memórias da autora americana Kathryn Harrison. Publicado pela primeira vez em 1997, o livro detalha seu relacionamento com seu pai distante, que culminou em um caso sexual quando eles finalmente se reencontraram, já adulta.
Harrison se esforçou para disfarçar a identidade de seu pai, mas mesmo assim enfrentou críticas por publicar o livro enquanto seu pai estava vivo.

## Enredo
Harrison é fruto do curto casamento de seus pais, que se conheceram quando ambos tinham dezessete anos. Eles se casaram rapidamente e tiveram um filho, mas se divorciaram devido à pressão dos avós maternos de Harrison, que convenceram sua mãe a deixar seu pai, pois ele era incapaz de sustentar financeiramente ela e a criança. Eles convenceram o pai de Harrison a limitar o contato com a mãe e o filho, pois prometeram que não iriam atrás dele para pedir pensão alimentícia.
A mãe de Harrison é extremamente distante dela e sai de casa, abandonando Harrison para ser criada pelos avós maternos quando ela tem 5 anos. Harrison vê seu pai duas vezes durante sua infância, uma vez quando ela tinha 5 anos e uma segunda vez quando ela tinha 10 anos. Apesar de seu pai se casar novamente e ter filhos com sua nova esposa e sua mãe ter relacionamentos com outros homens, Harrison suspeita que eles continuem a ter um caso sexual pouco frequente durante esse período.
Aos 20 anos, Harrison conhece o pai pela primeira vez já adulta. Os dois se sentem imediatamente atraídos um pelo outro e não conseguem parar de se olhar. Quando ela deixa o pai no aeroporto, ele lhe dá um beijo na boca, que rapidamente se torna sexual. Após o beijo, Harrison fica perturbado e abandona a escola. Ela diz a si mesma que o beijo foi casto por natureza. Ela e o pai começam a ligar obsessivamente um para o outro, planejando se encontrar novamente.
O pai de Harrison se torna cada vez mais controlador com ela e exige que eles façam sexo como forma de expressar seu amor um pelo outro. Embora Harrison resista repetidamente, ela acaba cedendo, embora comece a desmaiar como forma de lidar com o sexo. A mãe e os avós de Harrison suspeitam que ela esteja fazendo sexo com o pai, mas ela nega.
Por fim, como Harrison está sem emprego e sem meios de se sustentar, ela vai morar com o pai, a esposa dele e os filhos. O pai continua a ter relações sexuais com ela durante esse período, e Harrison começa a se automutilar e pensa em suicídio.
O avô materno e a mãe de Harrison adoecem ao mesmo tempo. Quando seu avô morre, Harrison vai ao necrotério do hospital para ver seu corpo. Ela lhe dá um último beijo na bochecha, que ela credita por ter ajudado a quebrar o controle do pai sobre ela. Sua mãe também morre de câncer de mama, e Harrison corta seus longos cabelos e os doa à mãe como um gesto de boa vontade. Harrison finalmente parte para a pós-graduação. Antes de partir, ela pergunta ao pai se eles podem tentar ser pai e filha normais, mas ele se recusa. Ela corta todo contato com ele.
Em 1995, Harrison tem um sonho em que sua mãe a visita e elas finalmente conseguem fazer as pazes uma com a outra.

## Recepção
O livro de memórias recebeu críticas mistas. The New York Times o considerou "uma obra poderosa, um testemunho do mal e da esperança".
Os eventos em O Beijo são refletidos nos enredos e temas de seus três primeiros romances, publicados antes de O Beijo. No The New York Times Book Review, Susan Cheever escreveu: "A história de um homem intelectualmente poderoso e seu desejo intenso de arrebatar uma jovem inocente, quase inconsciente (às vezes, sua filha) já foi contada muitas vezes — Zeus, Lewis Carroll e Humbert Humbert vêm à mente —, mas Kathryn Harrison aumenta o volume, tornando esse antigo conto de imoralidade uma luta entre o bem e o mal, entre a vida e a morte, entre Deus e o Diabo." No The New York Times, o crítico Christopher Lehmann-Haupt chamou o livro de memórias de "terrível, mas lindamente escrito".
Na The New Republic, por outro lado, James Wolcott criticou duramente a obra. Ele a chamou de "a peça mais estranha do kitsch", com frases "retocadas" que "deixam pequenos rastros melancólicos de Valium". Ele ressaltou que, na época do caso, Harrison não era uma criança inocente, mas sim um adulto que consentiu. Ele perguntou: "Ela o chamava de 'pai' na cama?" Wolcott descartou grande parte da prosa do livro como "uma Sylvia Plath ruim". Escrevendo no The Washington Post, Jonathan Yardley chamou O Beijo de "viscoso, repelente, promíscuo, cínico". Stephanie Zacherek do Salon chamou-o de "incolor", "árido", "chato" e "entorpecente". No The New York Times, Maureen Dowd escreveu que o livro constituía um exemplo de "pessoas assustadoras falando sobre pessoas assustadoras". Na Slate, Alex Beam chamou o livro de "um livro de memórias de uma mulher que lambeu o pai". Depois que Michael Shnayerson publicou um relato crítico do livro na Vanity Fair, a The New Yorker cancelou um trecho que havia programado.
Em The Art of Memoir, Mary Karr dedicou um capítulo, "The Public and Private Burning of Kathryn Harrison", à discussão da controvérsia sobre O Beijo. Ela sugere que a indignação foi motivada pelo gênero de Harrison.